# Filiberta Madruzzo

Stemma della famiglia Madruzzo

Filiberta Madruzzo (29 marzo 1627 – Trento, 11 novembre 1649) è stata una nobildonna italiana, contessa di Challant e ultima erede Madruzzo.

## Biografia
Era figlia di Vittorio Gaudenzio Madruzzo (m. 1632), conte di Challant, e di Ersilia d'Adda di Milano, nonché ultima erede dei Madruzzo.
Lo zio vescovo Carlo Emanuele Madruzzo l'aveva destinata in sposa ad un fratello della sua amante Claudia Particella, figlia di un suo consigliere, così rinunciando ad un possibile matrimonio con Ferdinando I Gonzaga, principe di Castiglione, che invece sposò Olimpia Sforza Visconti.
Nel 1644 Claudia de' Medici, arciduchessa d'Austria e contessa di Tirolo come moglie dell'arciduca Leopoldo V d'Austria, nominò curatori di Filiberta Giulio Schulthaus e Carlo Filippo di Mohr, consigliere dell'Austria Superiore. 
Lo zio vescovo, tuttavia, costrinse la nipote a ritirarsi nel convento della Santissima Trinità di Trento, dove morì nel 1649, forse avvelenata.